# Проспект Нахімова (Севастополь)
Проспект Нахімова — проспект в Ленінському районі Севастополя між площами Нахімова і Лазарєва.

## Опис
У побутовому мовленні і різних джерелах інформації (переважно з історії) часто називається також Нахімовським проспектом. Довжина — близько 900 метрів. На проспекті збереглися три будівлі кінця XIX століття, викладені інкерманським каменем.
Практично всі головні визначні пам'ятки Севастополя знаходяться на проспекті Нахімова, тут розташовано декілька музеїв, а також будинки-пам'ятники архітектури. Проспект був спроєктований на кшталт «морського фасаду»: у будь-якому проміжку між будинками можна побачити морську панораму.
На великому протязі вулиця межує з Приморським бульваром.
Названий у 1886 році на честь адмірала Павла Нахімова. У 1921 році отримав назву вулиці Троцького, а в 1928 році — вулиці Фрунзе. Повернено назву 20 червня 1946 року.
Входить у Центральне міське кільце Севастополя.

## Історія

фото початку 20 століття

На початку XIX століття нинішній проспект входив до складу Морської вулиці яка являла собою кам'янисту дорогу з вибоїнами і нерівномірною одноповерховою забудовою. У цих будинках проживали офіцери флоту і гарнізону міста. Під час оборони Севастополя 1854 — 1855 років вулиця була сильно зруйнована. У 1886 році вулиця була розділена надвоє, одна з частин стала проспектом Нахімова, або Нахімовським проспектом. У довоєнний час уздовж вулиці стояли будівлі кінця XIX століття в 2, 3 та 4 поверхи, але були сильно зруйновані під час операції «Штерфанг» військ Вермахту в ході радянсько-німецької війни.

## Визначні пам'ятки
- Будівля інституту фізичних методів лікування (просп. П. Нахімова, 4);
- Будинок Севастопольського академічного російського драматичного театру (просп. П. Нахімова, 6);
- Будинок Морської бібліотеки (просп. П. Нахімова, 7);
- Прибутковий будинок (просп. П. Нахімова, 9);
- Севастопольський художній музей імені Крошицького